# 贝里奥萨尔
贝里奥萨尔（西班牙語：Berriozar）是西班牙纳瓦拉的一个市镇。总面积3平方公里，总人口6661人（2001年），人口密度2220人/平方公里。